# Протасюк, Василий Васильевич
Василий Васильевич Протасюк (1924—1948) — советский военнослужащий. Участник Великой Отечественной войны. Герой Советского Союза (1945). Гвардии ефрейтор.

## Биография
Василий Васильевич Протасюк родился 14 октября 1924 года в селе Участок Добрик Тулунского уезда Иркутской губернии РСФСР СССР (ныне Тулунский район Иркутской области Российской Федерации) в крестьянской семье. Русский. Окончил семь классов неполной средней школы в селе Гуран. Работал в колхозе имени VII съезда Советов. Перед войной Василий Васильевич уехал в Нижнеудинск и поступил в железнодорожное ремесленное училище № 2. До призыва на военную службу окончил два курса.
В ряды Рабоче-крестьянской Красной Армии В. В. Протасюк был призван Нижнеудинским районным военкоматом Иркутской области в августе 1942 года. По окончании курсов связистов красноармеец Протасюк был направлен в Москву, где шло формирование 3-й гвардейской миномётной дивизии. Василия Васильевича определили телефонистом в 425-й гвардейский отдельный миномётный дивизион 312-го гвардейского миномётного полка. В боях с немецко-фашистскими захватчиками гвардии красноармеец В. В. Протасюк с 10 января 1943 года на Донском фронте. Боевое крещение принял в ходе операции «Кольцо» Сталинградской битвы. Во время ликвидации окружённой в Сталинграде группировки противника Василий Васильевич обеспечивал бесперебойную связь батарей своего дивизиона с командным пунктом.
После капитуляции остатков 6-й армии вермахта в Сталинграде 3-я гвардейская миномётная дивизия была выведена в резерв Верховного Главнокомандования. В апреле 1943 года она была передана Брянскому фронту и летом принимала участие в Орловской операции Курской битвы. Мощные удары «Катюш» во многом обеспечили успешные наступательные действия частей 3-й гвардейской танковой, 63-й и 3-й армий. Среди подразделений дивизии особо выделялся 312-й гвардейский миномётный полк. Командир 380-й стрелковой дивизии полковник А. Ф. Кустов отмечал:

Ни один поддерживающий дивизию род войск не оказывал нам такой мощной поддержки, какую оказывал 312 гмп, и в целом ряде случаев продвижением частей дивизии мы были обязаны исключительно своевременному и сокрушительному огню гвардейцев 312 гмп
Высокую оценку действиям полка дал и командир 269-й стрелковой дивизии генерал-майор П. С. Мерзляков:

312 гмп сопровождал пехоту дивизии не только обычным огнём, но и огнём отдельных батарей, которые выезжали в боевые порядки пехоты, давая сокрушительные залпы прямой наводкой.
 Свой вклад в разгром врага на Курской дуге внёс и телефонист 425-го гвардейского отдельного миномётного дивизиона гвардии красноармеец В. В. Протасюк. Василий Васильевич непосредственно отличился уже в ходе Брянской операции. В бою за расширение плацдарма на правом берегу реки Десны 7 сентября 1943 года, обеспечивая связь наблюдательного пункта дивизиона с батареями, гвардии красноармеец В. В. Протасюк под непрекращающимся обстрелом противника устранил 17 порывов линии связи, чем способствовал своевременному и точному поражению огневых средств противника. Огнём батарей дивизиона в этом бою были уничтожены 4 вражеских ДЗОТа, 2 ротных миномёта и до 18 солдат вермахта. За отличие в бою Василий Васильевич был награждён медалью «За отвагу».
До начала октября 1943 года 312-й гвардейский миномётный полк оставался в составе Брянского фронта. Затем он был выведен в резерв и в конце месяца был включён в состав 4-й танковой армии. В связи с этим дивизион, в котором служил гвардии красноармеец В. В. Протасюк, сменил нумерацию и стал именоваться 1-м гвардейским. В конце февраля 1944 года в составе армии 312-й полк гвардейских реактивных миномётов был включён в состав 1-го Украинского фронта и поддерживал наступление частей армии в ходе Проскуровско-Черновицкой и Львовско-Сандомирской операций. К осени 1944 года гвардии ефрейтор В. В. Протасюк уже командовал взводом связи своего дивизиона. Особо Василий Васильевич отличился в боях за плацдарм, захваченный частями 4-й танковой армии на правом берегу реки Одер во время Сандомирско-Силезской операции.
Перейдя наступление с Сандомирского плацдарма 12 января 1945 года войска 1-го Украинского фронта прорвали глубоко эшелонированную и сильно укреплённую оборону противника, и освободив южные районы Польши, в двадцатых числах месяца вышли к Одеру. 25 января 1945 года мотострелковые подразделения 4-й танковой армии форсировали водную преграду в районе населённого пункта Кёбен. 26 января на правом берегу реки развернулось ожесточённое сражение за удержание и расширение захваченного плацдарма. Противник, стремясь любой ценой отбросить советские войска за Одер, предпринимал яростные атаки при поддержке танков, артиллерии и авиации. Вышедший к месту переправы 1-й гвардейский дивизион реактивных миномётов 312-го гвардейского миномётного полка мог бы оказать своим войскам на плацдарме действенную поддержку, однако связь с плацдармом ещё не была установлена. Проложить через Одер телефонную линию вызвался гвардии ефрейтор В. В. Протасюк. Под яростным артиллерийским и миномётным огнём противника и в условиях бомбёжки с воздуха Василий Васильевич с двумя боевыми товарищами форсировал реку на подручных средствах и установил связь с командным пунктом мотострелкового батальона на плацдарме. Благодаря целеуказаниям и корректировке огня с плацдарма дивизион способствовал отражению контратак противника с большим для него уроном и подавлял его огневые средства. В ходе боя от разрывов бомб и снарядов телефонный кабель рвался четыре раза и его концы уносились течением, но гвардии ефрейтор Протасюк, работая в ледяной воде, всякий раз восстанавливал связь с плацдармом. При поддержке «Катюш» стрелковые подразделения сломили сопротивление неприятеля и овладели опорным пунктом его обороны посёлком Кёбен. За образцовое выполнение боевых заданий командования на фронте борьбы с немецкими захватчиками и проявленные при этом отвагу и геройство указом Президиума Верховного Совета СССР от 10 апреля 1945 года гвардии ефрейтору Протасюку Василию Васильевичу было присвоено звание Героя Советского Союза.
Во время работы на Одере Василий Васильевич сильно простудился, но к началу решающего наступления на Берлин он уже был в строю. На завершающем этапе войны он участвовал в Берлинской операции и штурме Берлина. Боевой путь он завершил на территории Чехословакии в ходе Пражской операции. После окончания Великой Отечественной войны В. В. Протасюк остался на сверхсрочную службу. До февраля 1947 года служил в составе Группы советских оккупационных войск в Германии. После демобилизации Василий Васильевич вернулся в родные места. Жил в селе Гуран. Был членом Тулунского райкома ВКП(б) и избирался депутатом Гурановского сельского Совета. 12 марта 1948 года после тяжёлой болезни в возрасте 23 лет В. В. Протасюк скончался. Похоронен в селе Гуран Тулунского района Иркутской области.

## Награды
- Медаль «Золотая Звезда» (10.04.1945);
- орден Ленина (10.04.1945);
- медали, в том числе:
  - медаль «За отвагу» (30.09.1943);
  - Медаль «За оборону Сталинграда» (1943);
  - Медаль «За победу над Германией в Великой Отечественной войне 1941-1945 гг.».

## Память
- В селе Гуран (Тулунский район, Иркутская область) названы улица и средняя школа.
- Именем Героя Советского Союза В. В. Протасюка названа улица в районе Берёзовая роща города Тулун Иркутской области.
- Мемориальная доска в честь Героя Советского Союза В. В. Протасюка установлена на фасада профессионального лицея № 7 в городе Нижнеудинске.

## Документы
- Общедоступный электронный банк документов «Подвиг Народа в Великой Отечественной войне 1941—1945 гг.» Дата обращения: 5 июня 2013. Архивировано из оригинала 13 марта 2012 года.

Представление к званию Героя Советского Союза. Дата обращения: 5 июня 2013. Архивировано 6 июня 2013 года.
Указ Президиума Верховного Совета СССР о присвоении звания Героя Советского Союза. Дата обращения: 5 июня 2013. Архивировано 6 июня 2013 года.
Медаль «За отвагу» (приказ о награждении). Дата обращения: 5 июня 2013. Архивировано 6 июня 2013 года.